# Championnat du Costa Rica de football 1927
Navigation
Saison précédente Saison suivante
La Primera División 1927 est la septième édition de la première division costaricienne.
Lors de ce tournoi, le CS La Libertad a tenté de conserver son titre de champion du Costa Rica face aux quatre meilleurs clubs costariciens.
Chacun des cinq clubs participant était confronté deux fois aux quatre autres équipes.

## Les 5 clubs participants
| \| LD Alajuelense I Juventud Mata Redonda CS Herediano Gimnástica Española CS La Libertad \| Localisation des clubs engagés dans le championnat. |
| LD Alajuelense I Juventud Mata Redonda CS Herediano Gimnástica Española CS La Libertad                                                           |

| Club                  | Stade                        | Capacité          | Ville    |
| LD Alajuelense        | Stade inconnu                | Capacité inconnue | Alajuela |
| Gimnástica Española   | Stade inconnu                | Capacité inconnue | San José |
| CS Herediano          | Stade inconnu                | Capacité inconnue | Heredia  |
| CS La Libertad        | Stade national du Costa Rica | 25 500            | San José |
| Juventud Mata Redonda | Stade inconnu                | Capacité inconnue | San José |

## Compétition
Les cinq équipes affrontent à deux reprises les quatre autres équipes selon un calendrier tiré aléatoirement. 
Le classement est établi sur l'ancien barème de points (victoire à 2 points, match nul à 1, défaite à 0).
Le départage final se fait selon les critères suivants :
- Le nombre de points.
- Un match de départage.

### Classement
| Rang | Équipe                | Pts | J | G | N | P | Bp | Bc | Diff |
| ---- | --------------------- | --- | - | - | - | - | -- | -- | ---- |
| 1    | CS Herediano          | 14  | 8 | 7 | 0 | 1 | 40 | 16 | +24  |
| 2    | CS La Libertad (T)    | 12  | 8 | 6 | 0 | 2 | 30 | 16 | +14  |
| 3    | LD Alajuelense        | 10  | 8 | 5 | 0 | 3 | 25 | 14 | +11  |
| 4    | Juventud Mata Redonda | 4   | 8 | 2 | 0 | 6 | 8  | 34 | -26  |
| 5    | Gimnástica Española   | 0   | 8 | 0 | 0 | 8 | 7  | 30 | -23  |

| Légende : Abréviations | Légende : Abréviations |
| ---------------------- | ---------------------- |
|                        | (T) : Tenant du titre  |

## Bilan du tournoi
| Tableau d'Honneur |              |
| Compétition       | Vainqueur    |
| Primera División  | CS Herediano |